# وفور عشق
«وفور عشق» (به انگلیسی: Love Profusion) تک‌آهنگی از هنرمند اهل ایالات متحده آمریکا مدونا است که در سال ۲۰۰۳ میلادی منتشر شد. این تک‌آهنگ در آلبوم زندگی آمریکایی قرار داشت.